# Mendel Medal (Genetics Society)
Die Mendel Medal ist eine Auszeichnung der britischen Genetics Society. Sie wird in der Regel vom Präsidenten der Gesellschaft zweimal in seiner Amtszeit für herausragende Leistungen in der Genetik vergeben und erinnert an Gregor Mendel (1822–1884).
Es gibt auch die Gregor-Mendel-Medaille der Leopoldina.

## Preisträger
- 1958 George Wells Beadle
- 1960 C. H. Waddington
- 1962 Francois Jacob
- 1965 William Hayes
- 1966 Francis Crick
- 1968 Max Delbrück
- 1970 Sydney Brenner
- 1972 Cyril Dean Darlington
- 1974 Dan Lewis
- 1977 Charlotte Auerbach
- 1979 Guido Pontecorvo
- 1981 Walter Bodmer
- 1984 Alan Robertson
- 1985 John Maynard Smith
- 1987 Alec Jeffreys
- 1989 Piotr Slonimski
- 1991 Ira Herskowitz
- 1992 Christiane Nüsslein-Volhard
- 1994 Seymour Benzer
- 1997 Elliot Meyerowitz
- 1998 Charles Weissmann, David Hopwood
- 1999 Eric Wieschaus
- 2000 James D. Watson
- 2001 Leland H. Hartwell
- 2002 Luigi Luca Cavalli-Sforza
- 2003 Mary F. Lyon
- 2004 Chris R. Somerville
- 2006 David Weatherall
- 2007 Robert Horvitz
- 2008 Matthew Meselson
- 2009 Wen-Hsiung Li
- 2010 Susan Lindquist
- 2012 Eric Lander
- 2013 Stanislas Leibler
- 2015 John Doebley
- 2017 David Baulcombe
- 2018 Mary-Claire King
- 2019 William G. Hill
- 2021 Linda Partridge
- 2022 Azim Surani, Davor Solter
- 2023 Caroline Dean